# Miscanthus
Miscanthus es un género de plantas herbáceas de la familia de las poáceas. Es originario de Japón y Filipinas.

## Etimología
El nombre del género deriva de las palabras griegas mischos (pedicelo) y anthos (flor), refiriéndose a la pareja de espiguillas pediceladas.

## Especies
- Miscanthus affinis
- Miscanthus boninensis
- Miscanthus brevipilus
- Miscanthus capensis
- Miscanthus changii
- Miscanthus chejuensis
- Miscanthus chinensis
- Miscanthus chrysander
- Miscanthus condensatus
- Miscanthus coreensis
- Miscanthus cotulifer
- Miscanthus depauperatus
- Miscanthus ecklonii
- Miscanthus eulalioides
- Miscanthus flavidus
- Miscanthus floribundus
- Miscanthus floridulus
- Miscanthus formosanus
- Miscanthus fuscus
- Miscanthus gossweileri
- Miscanthus hackelii
- Miscanthus hidakanus
- Miscanthus intermedius
- Miscanthus ionandros
- Miscanthus japonicus
- Miscanthus jucundum
- Miscanthus junceus
- Miscanthus kanehirai
- Miscanthus kokusanensis
- Miscanthus littoralis
- Miscanthus longiberbis
- Miscanthus lutarioriparius
- Miscanthus luzonensis
- Miscanthus matsudae
- Miscanthus matsumurae
- Miscanthus miser
- Miscanthus nakaianus
- Miscanthus neo-coreanus
- Miscanthus nepalensis
- Miscanthus nudipes
- Miscanthus ogiformis
- Miscanthus oligostachyus
- Miscanthus oligostachyus
- Miscanthus paniculatus
- Miscanthus polydactylos
- Miscanthus purpurascens
- Miscanthus pycnocephalus
- Miscanthus ridleyi
- Miscanthus rufipilus
- Miscanthus ryukyuensis
- Miscanthus saccariflorus
- Miscanthus sacchaliflorus
- Miscanthus saccharifer
- Miscanthus sacchariflorus
- Miscanthus sieboldi
- Miscanthus sinensis
- Miscanthus sorghum
- Miscanthus szechuanensis
- Miscanthus tanakae
- Miscanthus taylorii
- Miscanthus teretifolius
- Miscanthus tincrorius
- Miscanthus tinctorius
- Miscanthus transmorrisonensis
- Miscanthus violaceus
- Miscanthus wardii
- Miscanthus yunnanensis
- Miscanthus zebrinus

## Usos
Un híbrido infértil entre M. sinensis y M. sacchariflorus, Miscanthus giganteus o "E-grass", ha sido creado como fuente de biofuel en recientes experimentos. Crece hasta 3,5 m en 5 a 6 años. Su rendimiento seco anual puede alcanzar 25 t/ha (10 t/acre). 
Se lo llama "Pasto Elefante" (Elephant Grass) y puede confundirse con el "Pasto Africano" Cenchrus purpureus, a veces llamado "Elephant Grass".
El rápido crecimiento, bajo contenido mineral y alta biomasa de Miscanthus lo hace un elegido favorito como biofuel. Luego de cosechado, puede quemarse para producir calor para turbinas. Las emisiones de CO2 son iguales a la cantidad absorbida de CO2 que la planta absorbe de la atmósfera en su fase de crecimiento, siendo neutral en el proceso de generar gases de invernadero. Mezclado en un 50%-50% con carbón, puede usarse en usinas convencionales de carbón, sin modificaciones.
M. sinensis se cultiva como planta ornamental. En Japón, donde se la conoce como susuki, es considerada una planta ícono del fin de verano y otoño temprano. Es mencionada en Man'yōshū- (Vol 8, 1538) como una de las siete hierbas de otoño (akinonanankusa). Es usada para el octavo mes en las cartas hanafuda. Se la decora con el trébol japonés Lespedeza en el Festival de otoño medio. Miscanthus es una excelente fibra para hacer papel.